# Ulf Carlsson
Ulf Carlsson (Falkenberg, 2 aprile 1961) è un tennistavolista svedese.